# Pohlia graciliformis
Pohlia graciliformis là một loài Rêu trong họ Bryaceae. Loài này được (Cardot & Thér.) P.C. Chen ex Redf. & B.C. Tan miêu tả khoa học đầu tiên năm 1995.